# Łukasz Kobiela
Łukasz Kobiela (ur. 14 września 1964) – polski wokalista i gitarzysta bluesowy. Śpiewa, akompaniując sobie na gitarze akustycznej, utwory bluesowe z repertuaru m.in. Roberta Johnsona, Big Billa Broonzy, Billie Holiday i Bessie Smith. Występuje zwykle solo, chociaż współpracował z też z Janem „Kyksem” Skrzekiem i czeskim wirtuozem harmoniki ustnej Ondřejem Konradem.
Na estradzie zadebiutował podczas festiwalu Rawa Blues w 1985. W latach 1987 i 1988 koncertował w Czechosłowacji, a w 1989 w Estonii. W 1994 roku TVP Katowice wyemitowała program 100% live, w którym zaprezentował repertuar oparty na standardach bluesowych.
Najczęściej występował w klubach na terenie Polski oraz na festiwalach Rawa Blues, FAMA w Świnoujściu i na Solo Duo Trio w Krakowie.
Od 2010 roku obok m.in. Ireneusza Dudka, Jana Chojnackiego, Ryszarda Glogera i Marka Jakubowskiego członek rady artystycznej festiwalu Rawa Blues.
Reżyser i scenarzysta koncertów i widowisk muzycznych emitowanych m.in. w I programie TVP i TVP Polonia. W 2011 roku współscenarzysta i reżyser widowiska 16.12.1981 poświęconego pacyfikacji kopalni „Wujek” w Katowicach, w którym udział wzięli Ryszard Rynkowski, Anna Serafińska, Luxtorpeda, De Press, Muniek Staszczyk i Paweł Kukiz. Autor scenariusza i reżyser koncertu „Za wolność 1863” z okazji 150. rocznicy wybuchu powstania styczniowego, który odbył się 1 lutego 2013 r. z udziałem Tadka Firma Solo, Pawła Kukiza, Bas Taipana, Hemp Gru, zespołów 52 Dębiec, Luxtorpeda i Y-Bandu Janusza Yaniny Iwańskiego.